# ESNA
ESNA eller ESNA European Higher Education News är en oberoende nyhetsbyrå och ett journalistnätverk baserat i Berlin. Det sysslar med nyhets- och informationstjänster som sker inom europeisk högre utbildning och forskning. Byråns tjänster inkluderar bl.a. flerspråkiga pressrecensioner och nyhetsbevakning, upplysning om kommande konferenser, dossierer, bokrecensioner, granskning av politisk forskning, rapporter, poddsändningar, videojournalistik och översättningar.

## Historia
ESNA härstammar från LETSWORK Journal for Student Work som är en kvartaltidskrift som publicerades redan år 1999 i Berlin av studentarbetarbyrån TUSMA. TUSMA gav 20.000 internationella studenter jobb och startade LETSWORK som en interkulturell kanal som skulle ge studenterna råd i invandrings- och arbetslagar. 
År 2002 utvecklades LETSWORK till WORK|OUT European Students’ Review som publicerades av kulturföreningen Letswork e.V. i Berlin. Denna nya skrift publicerades gratis och innehöll flerspråkiga nyheter publicerade i samarbete med studenter i stora tyska, franska, italienska, polska och spanska universitetsstäder. Det organiserades också konferenser och kulturevenemang i Italien och Tyskland. 
Åren 2004 och 2005 vann WORK|OUT det italienska nationella priset, Premio Palinsesta Italia, för innovativt innehåll och sina lösningar inom tryckt- och multimedia. 2006 erkändes WORK|OUT som en av de tio bästa studentskrifter i Tyskland. 2006 uppstod också Europe for Students (EforS). EforS var en förgrening av WORK|OUT och var utformad för att länka samman europeiska studenter med varandra.
När WORK|OUT skiftade sitt fokus från att tidigare ha varit studentcentrerad till ett bredare område gällande högre utbildningspolitik och ledning började studenternas tidskrift utvecklas som en separat organisation. Slutligen såg kärngruppen av WORK|OUT 2008 vikten av att skapa en ny professionell kanal och då grundades ESNA European Higher Education News. 
Sedan 2014 har ESNA varit aktiv inom videojournalistik och samarbetat med filmföretaget Caucaso från Bologna. Caucasos mest märkliga verk är filmen The Golden Temple.
År 2019 startade ESNA projektet United Universities of Europe eller UUU som följer utvecklingen av europeiska universitetsförbunden (European University Alliances).

## Innehåll
ESNA:s nyhetsnätverk består av unga journalister som fokuserar på nyheter om högre utbildning, analyser, utveckling, konferenser och evenemang i Europa. Frågor som omfattas inkluderar bl.a.: Europauniversitet, internationella universitets rankningar, studentrekryteringar, globaliseringen, forskning om högre utbildning, eftergymnasial utbildning, politik och olika reformer, finansiering av högre utbildning och liberaliseringsfrågor. ESNA behandlar också EU:s politik och Bolognaprocessen i intresse för att lyfta fram sociala och finansiella hinder som förekommer för att kunna delta i en akademisk mobil och interkulturell dialog gällande högre utbildning. 

## Nätverk och aktiviteter
ESNA hanterar ett nätverk av korrespondenter och upprätthåller aktiviteter över hela Europa. Man arbetar för närvarande på fyra nivåer:
- Ett redaktionskontor i Berlin
- Korrespondenter / frilansjournalister
- Ett nätverk av expertanalytiker
- Partnerorganisationer och media

Nätverksbyggande och läsarengagemang är en integrerad del av ESNA:s aktuella verksamhet. ESNA integreras också med vetenskapliga samfund genom att organisera och moderera konferenser. Nyhetsbyrån erbjuder också två gånger om året praktikantplatser för internationella studenter och akademiker.

## Politisk hållning
ESNA:s politiska roll att fungera som en oberoende journalistisk observatör och utgivare av objektiv information är viktig. Den översätter nyheter från originalspråk till engelska och tyska för att man enklare kan få tillgång till artiklar som rör europeisk högre utbildning och utbildningspolitik. I april 2005 anordnade ESNA:s föregångare WORK|OUT en konferens om censur och fria medier vid Università IUAV di Venezia. Peter Preston, som redaktör för tidningen The Guardian, hjälpte till att utarbeta ESNA:s uppdrag som blev klart tre år senare. Preston uttalade att «Det är den bit som Europas grundare har bortsett. Vi bygger en stor ny byggnad för friheten utan att samtidigt ha en fri press som avspeglar detta. Det skulle föra en skugga över detta. Utgångspunkten bör vara att genom individuella kontakter och entusiasm bygga upp allt detta från grunden. Ögonblicket för att få till stånd är just nu.»